# Горюшкін Сергій Іванович
Сергій Іванович Горюшкін (23 серпня 1948, місто Москва, тепер Російська Федерація) — радянський діяч, секретар партійного комітету Московського машинобудівного заводу імені Мікояна. Член ЦК КПРС у 1990—1991 роках.

## Життєпис
У 1972 році закінчив Московське вище технічне училище імені Баумана.
У 1972—1984 роках — інженер, старший інженер, інженер-конструктор І категорії, провідний конструктор Московського машинобудівного заводу імені А. І. Мікояна.
Член КПРС з 1977 року.
У 1984—1987 роках — заступник секретаря, в 1987—1991 роках — секретар партійного комітету (парткому) Московського машинобудівного заводу імені А. І. Мікояна Міністерства авіаційної промисловості СРСР.
Подальша доля невідома.